# 羅龍文
羅 龍文（ら りゅうぶん、生年不詳 - 嘉靖44年（1565年））は、中国明代の墨匠（製墨家）である。
字は含章、小華・出泉などと号した。徽州府歙県の人。

## 略伝
裕福な家に生まれ、古典を読むことを好み、詩文や書に秀でた。また生家は膨大な書画骨董を収集していたので若くして鑑識眼が養われたという。
製墨や製紙の優れた技術をもち、とりわけ製墨では、松煙墨に代わる油煙墨の先駆となる製造法を開発し、交友のあった程君房・方于魯など名工に影響を与えた。当時、龍文の製造する墨一塊は、馬蹄銀一斤と等価とされ、嘉靖年代の代表的な墨匠に挙げられている。墨の代表作として「九錫玄香」（宇野雪村所蔵）が伝存している。
龍文は義侠心が強く、武術・水泳に長けた。胡宗憲率いる倭寇討伐隊に従軍するとたちまち頭角を現し、胡宗憲に重用される。倭寇の頭目徐海を攻め滅ぼすとき人質となり交渉役となって活躍した。
権勢家の厳嵩・厳世蕃の不正事件に連座し北京にて斬首され、一族も処刑される。ただ一人逃げ延びた息子の羅王常は、役人を買収して龍文の亡骸を取り戻し荒寺に埋葬したという。